# Comuna Borovo, Vukovar-Srijem
Borovo (sârbă Борово) este o comună în cantonul Vukovar-Srijem, Croația, având o populație de 5.056 de locuitori (2011).

## Demografie
Componența etnică a comunei Borovo
     Sârbi (89,73%)
     Croați (6,57%)
     Necunoscut (1,09%)
     Neclasificat (2,27%)
Componența confesională a comunei Borovo
     Ortodocși (90,35%)
     Catolici (6,51%)
     Necunoscută (0,91%)
     Alte religii (2,23%)
Conform recensământului din 2011, comuna Borovo avea 5.056 de locuitori. Din punct de vedere etnic, majoritatea locuitorilor (89,73%) erau sârbi, cu o minoritate de croați (6,57%). Apartenența etnică nu este cunoscută în cazul a 1,09% din locuitori. Din punct de vedere confesional, majoritatea locuitorilor (90,35%) erau ortodocși, cu o minoritate de catolici (6,51%). Pentru 0,91% din locuitori nu este cunoscută apartenența confesională.